# Коберняк, Евгений Александрович
Евгений Александрович Коберняк (род. 24 января 1995, Выборг, Россия ) — российский профессиональный шоссейный велогонщик, выступающий  за команду «Gazprom-RusVelo». Мастер спорта России.

## Достижения
2013
3-й - Чемпионат России — Индивидуальная гонка (юниоры)
2015
5-й - Гран-при Каподарко U23
2016
1-й  Горная классификация - Carpathian Couriers Race
4-й - Trofeo Rigoberto Lamonica
2017
3-й - Пять колец Москвы
1-й  — Очковая классификация
2018
6-й - Чемпионат России — Групповая гонка